# Forsthaus Trienke
Forsthaus Trienke war ein Wohnplatz im Gebiet der preußischen Provinz Pommern. 
Der Wohnplatz lag knapp 2 Kilometer südöstlich des Dorfes Trienke. Er bestand aus dem Forsthaus des Rittergutes in Trienke. In Ludwig Wilhelm Brüggemanns Ausführlicher Beschreibung des gegenwärtigen Zustandes des Königlich Preußischen Herzogtums Vor- und Hinterpommern (1784) ist bei Trienke ein „Holzwärterkathen“, aufgeführt; möglicherweise bezieht sich dies auf diesen Wohnplatz. Für 1816 ist der Ortsname „Vangerow“ überliefert, der aber später nicht mehr vorkommt. 
In Forsthaus Trienke lebten im Jahre 1864 7 Einwohner, im Jahre 1885 8 Einwohner und im Jahre 1905 5 Einwohner. 
Forsthaus Trienke gehörte zunächst zum Gutsbezirk Trienke. Mit dem Gutsbezirk Trienke wurde es 1928 im Rahmen der Auflösung der Gutsbezirke in Preußen in die benachbarte Landgemeinde Simötzel eingegliedert. Bis 1945 bildete Forsthaus Trienke einen Wohnplatz in der Gemeinde Simötzel und gehörte mit dieser zum Kreis Kolberg-Körlin in der preußischen Provinz Pommern. 
Nach 1945 kam der Wohnplatz, wie ganz Hinterpommern, an Polen. Heute liegt die Stelle im Gebiet der polnischen Gmina Siemyśl (Gemeinde Simötzel). Die Bebauung an dieser Stelle hat in polnischer Sprache keinen besonderen Ortsnamen. 